# Hartmut Steinecke
Hartmut Steinecke  (* 12. März 1940 in Nürnberg; † 25. Januar 2020 in Paderborn) war ein deutscher Literaturwissenschaftler und Hochschullehrer.

## Leben
Steinecke studierte Germanistik, Geschichte und Philosophie in Saarbrücken und Bonn, wo er 1966 mit einer Dissertation über Hermann Broch promoviert wurde. Von 1967 bis 1973 war er wissenschaftlicher Assistent am Germanistischen Seminar der Bonner Universität, wo er sich 1973 mit einer Arbeit über Romantheorie und Romankritik in Deutschland habilitierte. 1974 wurde er Professor für Neuere deutsche Literaturwissenschaft an der Universität Paderborn. Dort lehrte er bis zu seiner Emeritierung im Jahr 2005.
Zwischen 1966 und 2008 war er wiederholt Visiting Professor an verschiedenen nordamerikanischen Hochschulen, unter anderem am Dartmouth College 1978, Cornell 1981, University of Kansas, Lawrence 1984, University of Michigan, Ann Arbor 1987, Universität Budapest 1990, Washington University, St. Louis 1993, Graz 1994, 1998, 2003, 2007; University of Ohio, Columbus 2008.
1983 begründete er die Paderborner Gastdozentur für Schriftstellerinnen und Schriftsteller. 1992 gründete er in Paderborn das Jenny-Aloni-Archiv. Im Jahr 2002 wurde Steinecke in die Nordrhein-Westfälische Akademie der Wissenschaften aufgenommen. Er wurde mit dem Österreichischen Ehrenkreuz für Wissenschaft und Kunst ausgezeichnet. Er wurde mit Ehrendoktoraten der Universität Timisoara, Rumänien (2002) und der Universität Graz (2005) geehrt.

## Publikationen (Auswahl)

### Autor
- Hermann Broch und der polyhistorische Roman. Studien zur Theorie und Technik eines Romantyps der Moderne. Bonn 1968 (Diss. Bonn 1966)
- Romantheorie und Romankritik in Deutschland. Die Entwicklung des Gattungsverständnisses von der Scott-Rezeption bis zum programmatischen Realismus. 2 Bde. Stuttgart 1975–1976. (Habilschr. Bonn 1973)
- Romanpoetik von Goethe bis Thomas Mann. Entwicklungen und Probleme der „demokratischen Kunstform“ in Deutschland. München 1987. ISBN 3-7705-2436-5.
- Erfahrung und Erfindung. Interpretationen zum deutschen Roman vom Barock bis zur Moderne. Heidelberg 1992. ISBN 3-8253-4545-9.
- Unterhaltsamkeit und Artistik. Neue Schreibarten in der deutschen Literatur von Hoffmann bis Heine. Bielefeld 1998. ISBN 3-503-03795-0.
- Von Lenau bis Broch. Studien zur österreichischen Literatur – von außen betrachtet. Tübingen / Basel 2002. ISBN 3-7720-2886-1.
- Die Kunst der Fantasie. E.T.A. Hoffmanns Leben und Werk. Frankfurt am Main / Leipzig 2004. ISBN 3-458-17202-5.
- Literatur als Gedächtnis der Shoah. Deutschsprachige jüdische Schriftstellerinnen und Schriftsteller der „zweiten Generation“. Schöningh, Paderborn 2005. ISBN 978-3-506-72946-0.
- Heinrich Heine im Dritten Reich und im Exil. Schöningh, Paderborn 2008. ISBN 978-3-506-76688-5.
- „Das Gepräge des Außerordentlichen“. Heinrich Heine liest E.T.A. Hoffmann. Erich Schmidt Verlag, Berlin 2015. ISBN 978-3-503-15556-9.
- „Um zu erleben, was Geschichte ist, muss man Jude sein“. Jenni Aloni – eine deutsch-jüdische Schriftstellerin. Aisthesis, Bielefeld 2017. ISBN 978-3-8498-1227-0.

### Herausgeber
- Literaturkritik des Jungen Deutschland : Entwicklungen – Tendenzen – Texte. Berlin 1982. ISBN 3-503-01682-1.
- Jenny Aloni: Gesammelte Werke in Einzelausgaben. Bd. 1–10. Paderborn 1990–1997.
- Heine und die Nachwelt. Geschichte seiner Wirkung in den deutschsprachigen Ländern. Bd. 1–3. Berlin 2006–2011.